# Дневник Тригорина
«Дневник Тригорина» (англ. The Notebook of Trigorin) ― пьеса американского драматурга Теннесси Уильямса, которая является адаптацией пьесы Антона Чехова «Чайка» (1895). Уильямс работал над своим произведением в основном на основе перевода на английский, составленном Энн Данниганс в 1960 году.

## Постановки
Премьера пьесы Уильямса состоялась в 1981 году в Ванкуверском театре (Ванкувер, Британская Колумбия). В 1980 году другая пьеса Уильямса под названием «Знак батареи концерна "Красный дьявол"» была в очередной раз поставлена в театре художественным руководителем Роджером Ходжмэном, в то время как Уильямс работал в Университете Британской Колумбии. Когда Ходжмэн предложил ему написать новую пьесу, Уильямс признался, что он желал адаптировать «Чайку» Чехова. В октябре 1981 года постановка на сцена была утверждена, хотя ещё ни одна страница пьесы не была написана. 
В 1996 году состоялась ещё одна постановка спектакля в Театре Цинциннати; режиссёр ― Стивен Холлис, роль мадам Аркадины сыграла Линн Редгрэйв. 
Пьеса также была представлена в Лондоне на сцене Театра Финборо в 2010 году. Режиссер-постановщик ― Фил Вилмотт, Стивен Биллингтон в роли Тригорина. 
Премьера спектакля в Нью-Йорке в 2013 году в Блошином театре. Режиссер-постановщик - Лаура Браза, Майкл Шанц в роли Тригорина, дизайнер декораций ― Джулия Нулин-Мерат.